# Melanésia

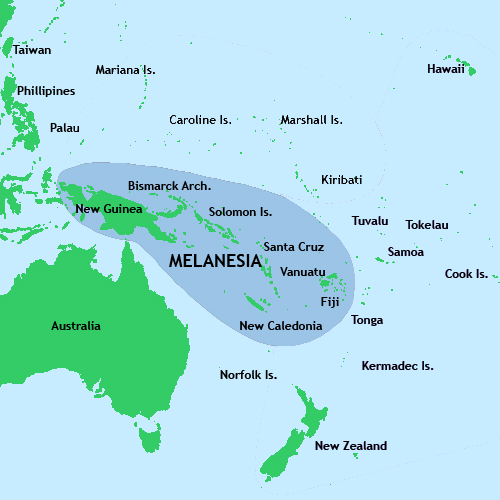
Mapa da Melanésia, mostrando sua localização dentro da Oceania.

Melanésia é uma sub-região da Oceania no sudoeste do Oceano Pacífico. Ela se estende da Nova Guiné, no oeste, até as Ilhas Fiji, no leste, e inclui o Mar de Arafura.
A região inclui os quatro países independentes de Fiji, Vanuatu, Ilhas Salomão e Papua-Nova Guiné. Também inclui a parte indonésia da Nova Guiné, a coletividade francesa de ultramar da Nova Caledônia e as Ilhas do Estreito de Torres. Quase toda a região está no Hemisfério Sul; apenas algumas pequenas ilhas que não são politicamente consideradas parte da Oceania — especificamente as ilhas do noroeste da Nova Guiné Ocidental — estão no Hemisfério Norte.
O nome Melanésia (em francês, Mélanésie) foi usado pela primeira vez em 1832 pelo navegador francês Jules Dumont d'Urville: ele cunhou os termos Melanésia e Micronésia para acompanhar a classificação preexistente de Polinésia, a fim de designar o que ele via como as três principais regiões étnicas e geográficas que formam o Pacífico.

## Etimologia e Definição

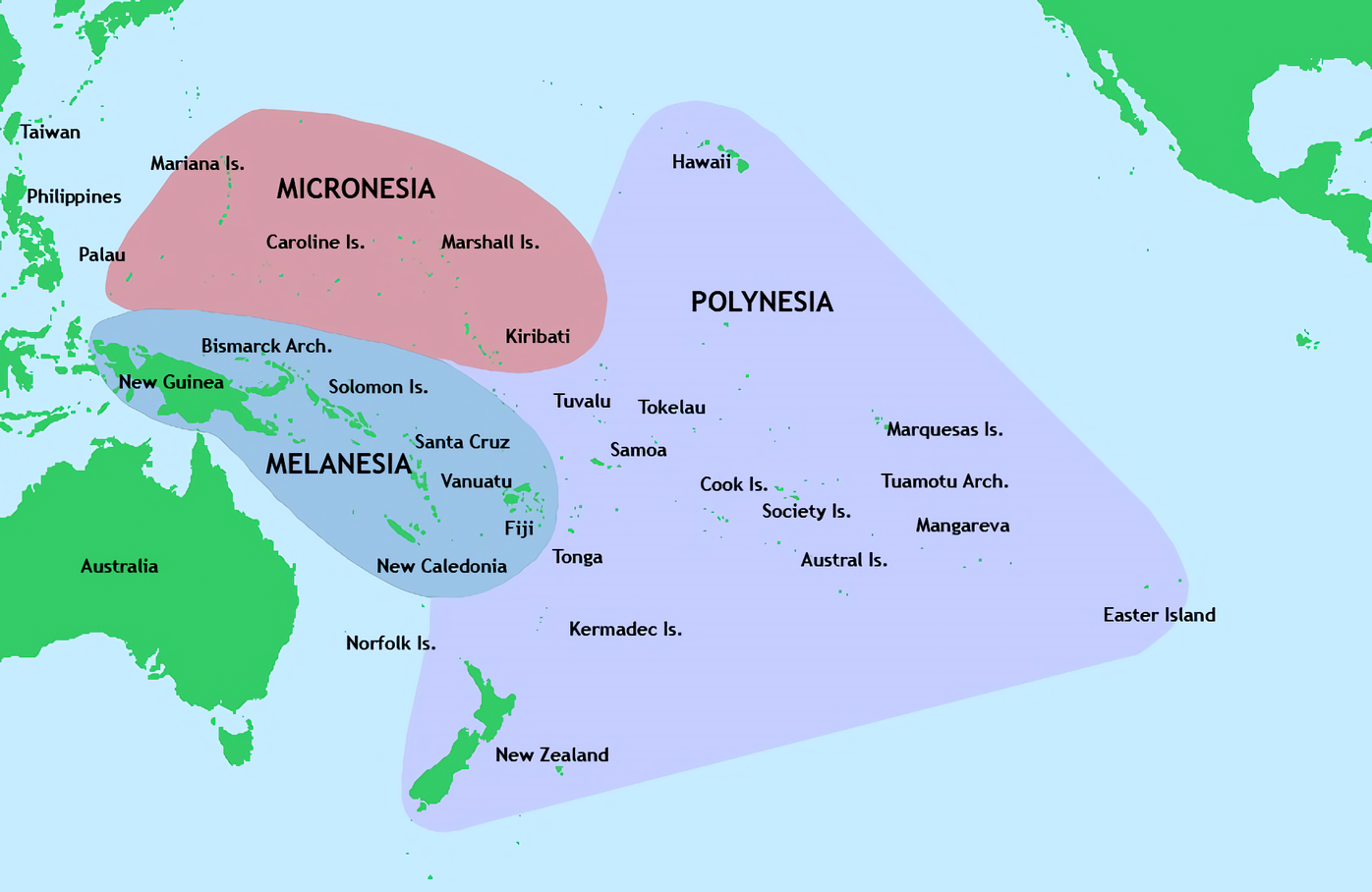
A Melanésia é uma das três principais áreas culturais das ilhas do Oceano Pacífico, junto com a Micronésia e a Polinésia.

O nome Melanésia, do grego μέλας, preto, e νῆσος, ilha, etimologicamente significa "ilhas de [pessoas] negras", em referência à pele escura dos habitantes.
O conceito entre os europeus de Melanésia como uma região distinta evoluiu gradualmente ao longo do tempo, à medida que suas expedições mapeavam e exploravam o Pacífico. Os primeiros exploradores europeus notaram as diferenças físicas entre grupos de ilhéus do Pacífico. Em 1756, Charles de Brosses teorizou que havia uma "antiga raça negra" no Pacífico que havia sido conquistada ou derrotada pelos povos do que agora é chamado de Polinésia, que ele distinguiu por terem pele mais clara.:189–190 Na primeira metade do século XIX, Jean-Baptiste Bory de Saint-Vincent e Jules Dumont d'Urville caracterizaram os melanésios como um grupo racial distinto. :165

Com o tempo, no entanto, os europeus passaram a ver os melanésios como um grupo cultural distinto, em vez de racial. Acadêmicos e outros comentaristas discordaram sobre os limites da Melanésia, cujas descrições eram, portanto, um tanto fluidas. No século XIX, Robert Henry Codrington, um missionário britânico, produziu uma série de monografias sobre "os melanésios", baseadas em sua longa residência na região. Em suas obras publicadas sobre a Melanésia, incluindo "The Melanesian Languages" (1885) e "The Melanesians: Studies in Their Anthropology and Folk-lore" (1891), Codrington definiu a Melanésia como incluindo Vanuatu, Ilhas Salomão, Nova Caledônia e Fiji. Ele argumentou que as ilhas da Nova Guiné não deveriam ser incluídas porque apenas algumas de suas pessoas eram melanésias. Além disso, como Bory de Saint-Vincent, ele excluiu a Austrália da Melanésia.:528 Foi nessas obras que Codrington introduziu o conceito cultural melanésio de mana ao Ocidente.

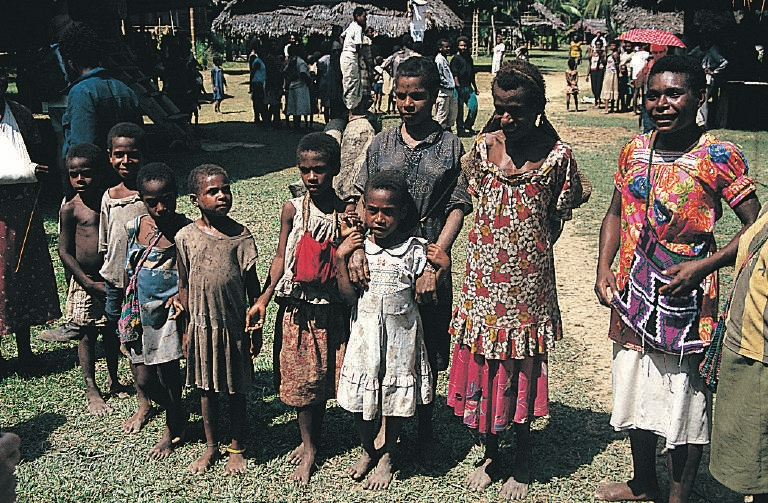
Povo Melanésio.

A incerteza sobre a melhor forma de delinear e definir a região continua até hoje. O consenso acadêmico agora inclui a Nova Guiné dentro da Melanésia. Ann Chowning escreveu em seu livro didático de 1977 sobre a Melanésia que não há consenso geral, mesmo entre os antropólogos, sobre os limites geográficos da Melanésia. Muitos aplicam o termo apenas às ilhas menores, excluindo a Nova Guiné; Fiji frequentemente foi tratada como uma região fronteiriça anômala ou até mesmo atribuída totalmente à Polinésia; e as pessoas das Ilhas do Estreito de Torres são frequentemente classificadas simplesmente como aborígenes australianos.:1
Em 1998, Paul Sillitoe escreveu: "Não é fácil definir precisamente, em termos geográficos, culturais, biológicos ou qualquer outro critério, onde a Melanésia termina e as regiões vizinhas começam".:1 Ele conclui, em última análise, que a região é uma categoria histórica que evoluiu no século XIX a partir das descobertas feitas no Pacífico e foi legitimada pelo uso e pela pesquisa contínua na região. Ela abrange populações que têm certa afinidade linguística, biológica e cultural — uma certa semelhança mal definida, que se esvai em suas margens para a diferença.:1

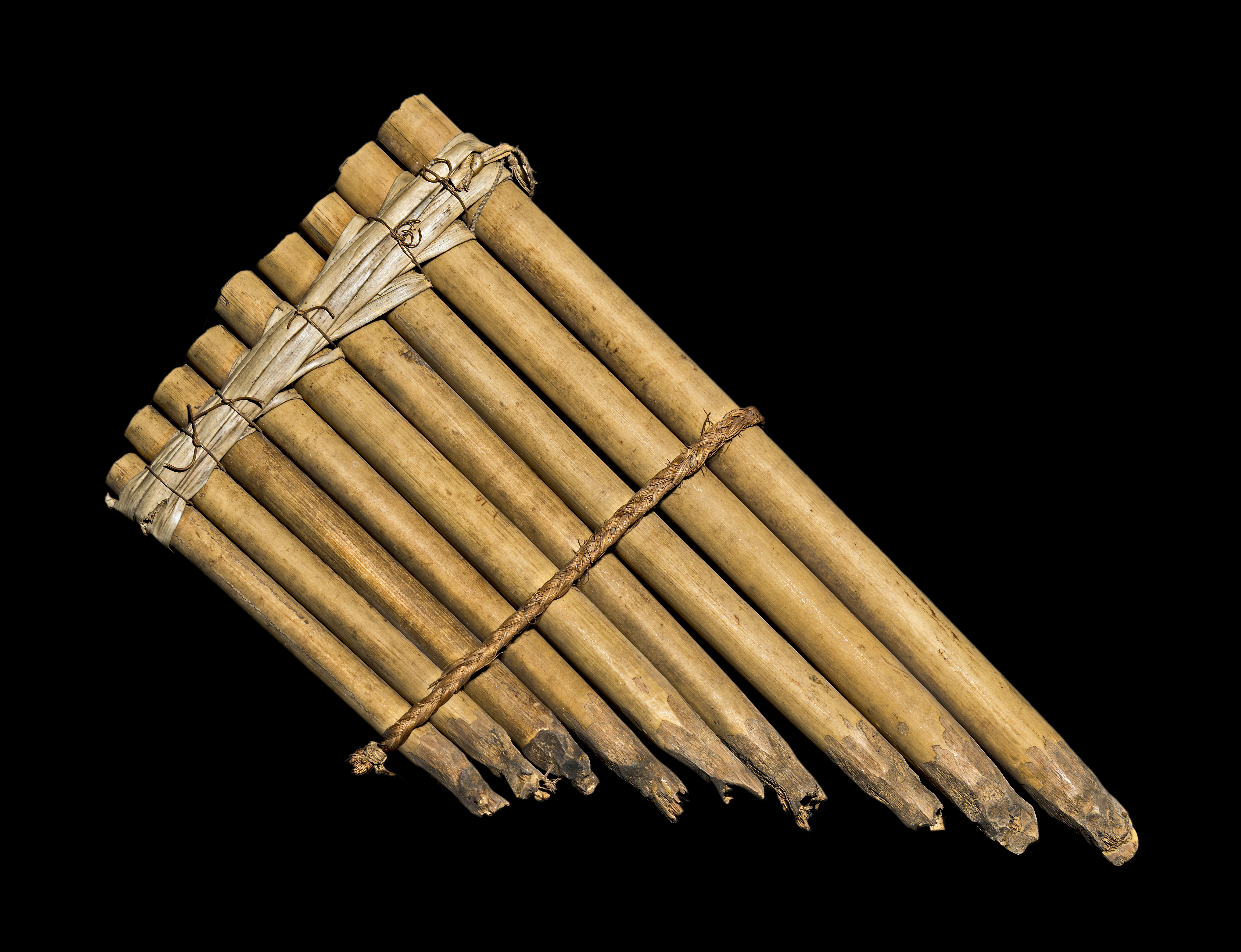
Uma flauta de pã das Ilhas Salomão, século XIX.

Tanto Sillitoe quanto Chowning incluem a ilha da Nova Guiné na definição de Melanésia, e ambos excluem a Austrália. A maioria dos povos da Melanésia vive em países politicamente independentes ou em regiões que atualmente têm movimentos de independência ativos, como na Nova Guiné Ocidental (Indonésia) e na Nova Caledônia (França). Alguns recentemente abraçaram o termo "Melanésia" como uma fonte de identidade e empoderamento. Stephanie Lawson escreve que, apesar de "um número de estudiosos encontrar o termo problemático devido às suas associações históricas com a exploração e colonização europeias, bem como ao racismo embutido nisso", o termo "adquiriu um significado positivo e relevância para muitas das pessoas a quem se aplica":1 e "passou de um termo de denigração para um de afirmação, fornecendo uma base positiva para a identidade sub-regional contemporânea, bem como para uma organização formal".:14 Além disso, enquanto os termos "Polinésia" e "Micronésia" se referem às características geográficas das ilhas, "Melanésia" refere-se especificamente à cor dos habitantes como a "raça negra da Oceania".:4 O autor Bernard Narokobi escreveu que o conceito de "Caminho Melanésio" como uma força cultural distinta poderia dar ao povo da região um senso de empoderamento. Esse conceito foi, de fato, usado como uma força na geopolítica. Por exemplo, quando os países de Vanuatu, Ilhas Salomão, Papua-Nova Guiné e Fiji chegaram a um acordo comercial preferencial regional, eles o chamaram de Melanesian Spearhead Group (Grupo da Vanguarda Melanésia).

## História

Dispersão cronológica dos povos austronésios pelo Indo-Pacífico

O povo da Melanésia tem uma ancestralidade distinta. De acordo com a teoria da Dispersão Austral, populações hominídeas da África se dispersaram ao longo da borda sul da Ásia há cerca de 50.000 a 100.000 anos. Para alguns, o ponto final dessa antiga migração foi o antigo continente de Sahul, uma massa de terra única que compreendia as áreas que agora são a Austrália e a Nova Guiné. Naquela época, estavam unidas por uma ponte de terra, pois os níveis do mar eram mais baixos do que hoje. A primeira migração para Sahul ocorreu há mais de 40.000 anos. Alguns migrantes se estabeleceram na parte que agora é a Nova Guiné, enquanto outros continuaram para o sul e se tornaram os habitantes aborígenes da Austrália.
Outra onda de migrantes austronésios, originários de Taiwan, chegou à Melanésia muito mais tarde, provavelmente entre 4000 e 3000 a.C. Eles se estabeleceram principalmente ao longo da costa norte da Nova Guiné e nas ilhas ao norte e leste dela. Quando chegaram, entraram em contato com os povos indígenas falantes de papua, muito mais antigos.

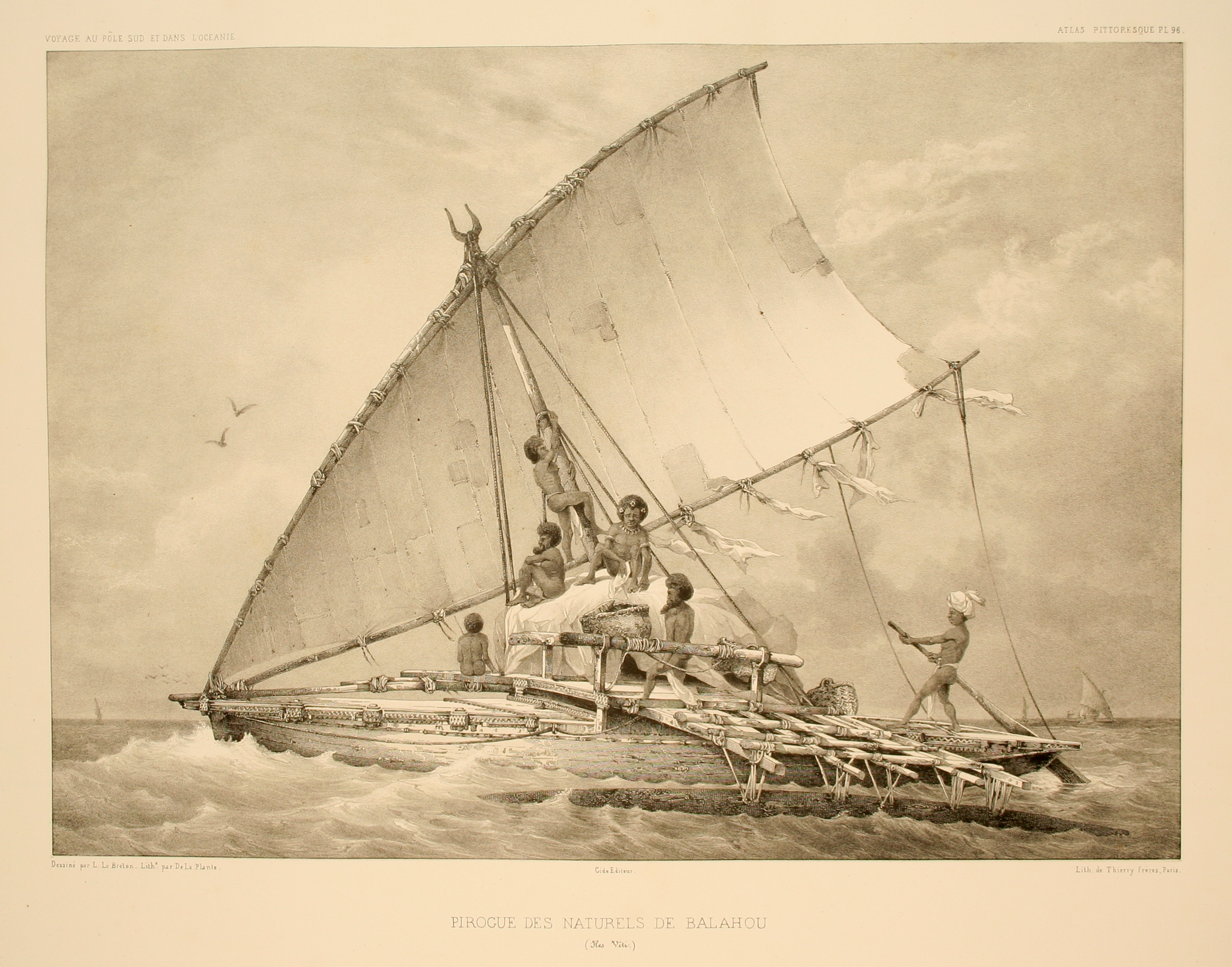
Marinheiros melanésios no Oceano Pacífico, 1846

Alguns estudiosos do final do século XX desenvolveram uma teoria, conhecida como "teoria polinésia", que sugeria que houve um longo período de interação entre esses recém-chegados e os habitantes preexistentes, levando a muitas misturas genéticas, linguísticas e culturais complexas e outras mudanças entre os descendentes de todos os grupos. No entanto, essa teoria foi posteriormente questionada pelas descobertas de um estudo genético publicado pela Universidade Temple em 2008. Esse estudo descobriu que nem polinésios nem micronésios têm muita relação genética com melanésios. Os resultados do estudo sugerem que, depois que os ancestrais dos polinésios desenvolveram canoas com balancins e migraram do leste da Ásia, eles se moveram rapidamente pela área melanésia, sem se estabelecerem muito ali, e continuaram para áreas a leste da Melanésia, finalmente se estabelecendo nessas áreas.
As evidências genéticas sugerem que eles deixaram poucos descendentes na Melanésia e, portanto, provavelmente "se misturaram apenas de forma muito modesta com as populações indígenas dali". O estudo encontrou uma pequena assinatura genética austronésia (abaixo de 20%) em alguns dos grupos melanésios que falam línguas austronésias, mas não encontrou nenhuma assinatura desse tipo em grupos falantes de papua.

## Idiomas
A maioria das línguas da Melanésia pertence à família das línguas austronésias ou a uma das inúmeras línguas papuas. O termo "línguas papuas" refere-se à sua localização geográfica, em vez de implicar que são linguisticamente relacionadas. Na verdade, elas compreendem muitas famílias linguísticas distintas. Segundo uma contagem, existem 1.319 línguas na Melanésia, espalhadas por uma pequena quantidade de terra. Em média, há uma língua para cada 716 quilômetros quadrados na ilha. Esta é de longe a coleção mais densa de línguas distintas na Terra, quase três vezes mais densa do que na Nigéria, um país famoso por ter um grande número de línguas em uma área muito compacta.
Além das muitas línguas indígenas melanésias, pidgins e línguas crioulas se desenvolveram a partir do comércio e da interação cultural dentro da área e com o mundo mais amplo. Entre as mais notáveis estão o Tok Pisin e o Hiri Motu, em Papua Nova Guiné. Elas são agora consideradas línguas crioulas distintas. O uso do Tok Pisin está crescendo e, às vezes, é aprendido como primeira língua, especialmente por famílias multiculturais. Exemplos de outros crioulos melanésios incluem o Unserdeutsch, o Pijin, o Bislamá e o Malaio papua.

## Geografia

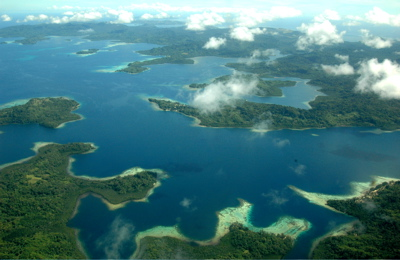
Vista aérea das Ilhas Salomão

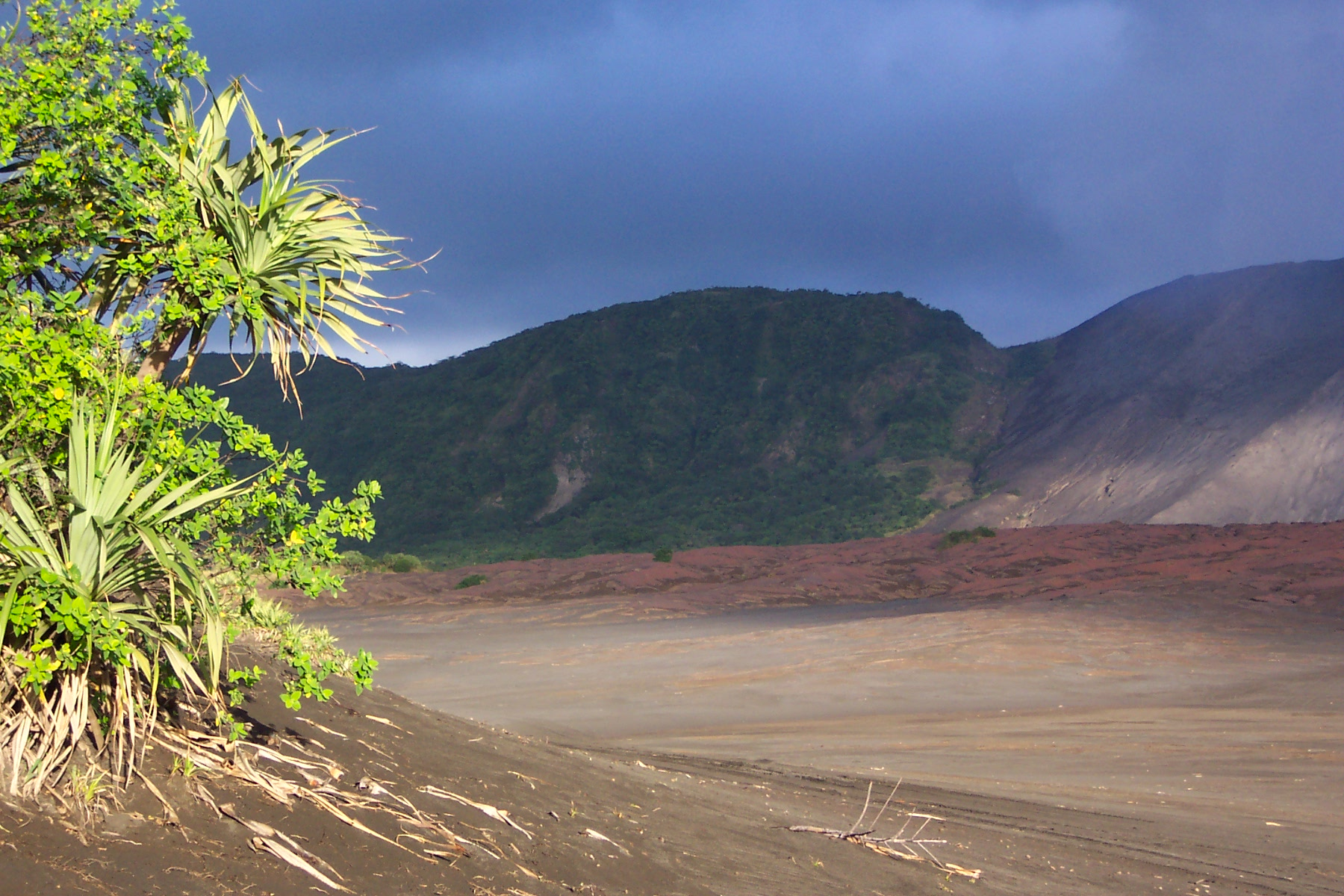
Planície de cinzas do Monte Yasur em Vanuatu

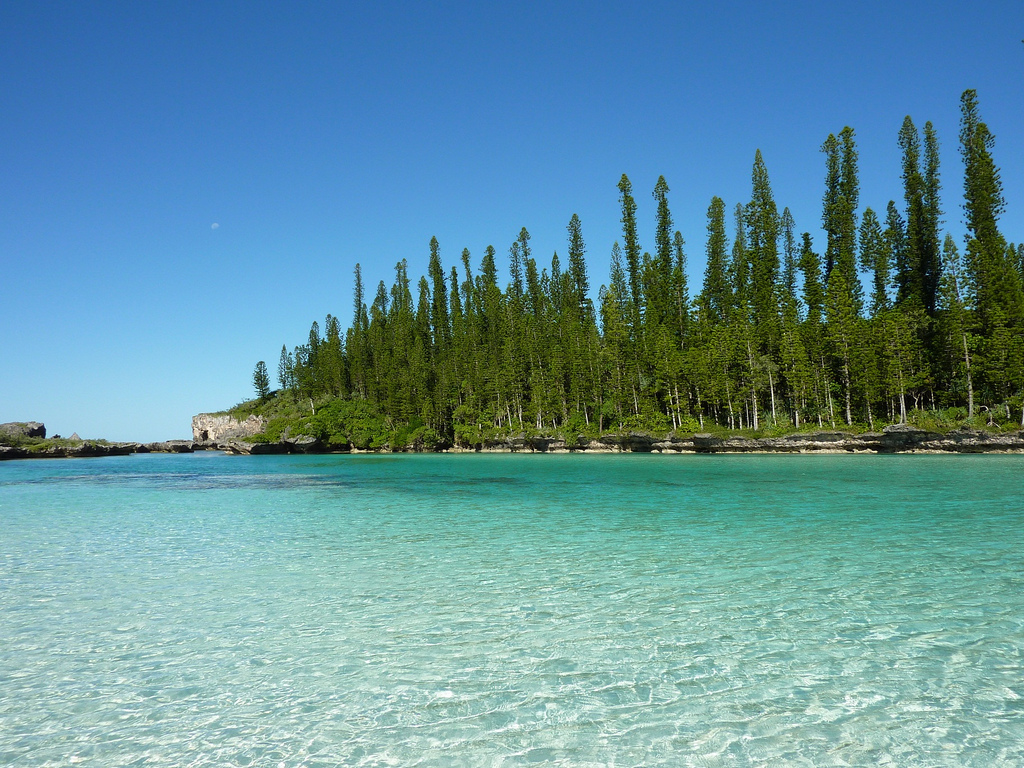
Nova Caledônia

Mapa de classificação climática de Köppen-Geiger da Melanésia

Frequentemente, é feita uma distinção entre a ilha da Nova Guiné e o que é conhecido como Melanésia Insular, que consiste na "cadeia de arquipélagos, ilhas, atóis e recifes que formam os limites externos do mar de coral em forma de oval protegido".:5 Isso inclui o Arquipélago das Luisíadas (parte de Papua-Nova Guiné), o Arquipélago de Bismarck (parte de Papua-Nova Guiné e Ilhas Salomão) e as Ilhas Santa Cruz (parte das Ilhas Salomão). O país de Vanuatu é composto pela cadeia de ilhas Novas Hébridas (e no passado 'Novas Hébridas' também foi o nome da unidade política localizada nas ilhas). A Nova Caledônia é composta por uma grande ilha e várias cadeias menores, incluindo as Ilhas Lealdade. A nação de Fiji é composta por duas ilhas principais, Viti Levu e Vanua Levu, e ilhas menores, incluindo as Ilhas Lau.
Do ponto de vista geológico, a ilha da Nova Guiné faz parte do continente australiano. A Nova Caledônia é geologicamente parte da Zelândia, assim como Norfolque.
Os nomes das ilhas na Melanésia podem ser confusos: elas têm nomes indígenas e europeus. As fronteiras nacionais às vezes cortam arquipélagos. Os nomes das unidades políticas na região mudaram ao longo do tempo e às vezes incluíram termos geográficos. Por exemplo, a ilha de Makira já foi conhecida como San Cristobal, nome dado a ela por exploradores espanhóis. Está no país Ilhas Salomão, que é um estado-nação e não um arquipélago contíguo. A fronteira de Papua Nova Guiné e Ilhas Salomão separa a ilha de Bougainville das ilhas vizinhas de Choiseul, embora Bougainville seja geograficamente parte da cadeia de ilhas que inclui Choiseul e grande parte das Ilhas Salomão.
Além das ilhas mencionadas acima, há muitas ilhas menores e atóis na Melanésia. Estes incluem:
- Ilhas Aru, Molucas, Indonésia
- Ilhas Biak, Papua, Indonésia
- Ilhas D'Entrecasteaux, Papua-Nova Guiné
- Ilhas Kolepom e Komolom, Papua Meridional, Indonésia
- Ilha Norfolque, Austrália (apenas geograficamente)
- Ilhas Raja Ampat, Papua do Sudoeste, Indonésia
- Rotuma, Fiji
- Ilhas do Estreito de Torres, divididas politicamente entre a Austrália e Papua-Nova Guiné
- Ilhas Trobriand, Papua-Nova Guiné
- Ilhas Woodlark, Papua-Nova Guiné
- Ilhas Jóbi, Papua, Indonésia

A Ilha Norfolque, listada acima, tem evidências arqueológicas de assentamento polinésio oriental em vez de melanésio. Rotuma, em Fiji, tem fortes afinidades culturais e etnológicas com a Polinésia.

## Política
Vários estados melanésios são membros de organizações intergovernamentais e regionais. Papua-Nova Guiné, Fiji, Ilhas Salomão e Vanuatu são membros da Comunidade das Nações e também são membros do Melanesian Spearhead Group.
| Brasão | Bandeira         | Nome do País/Província       | Área (km2) | População (2021) | Densidade Populacional (hab/km2) | Capital       |
| ------ | ---------------- | ---------------------------- | ---------- | ---------------- | -------------------------------- | ------------- |
|        | Fiji             | Fiji                         | 18.270     | 924.610          | 49,2                             | Suva          |
|        | Nova Caledônia   | Nova Caledônia (France)      | 19.060     | 287.800          | 14,3                             | Numeá         |
|        | Indonésia        | Papua Central (Indonésia)    | 61.073     | 1.431.000        | 23                               | Wanggar       |
|        | Indonésia        | Alta Papua (Indonésia)       | 51.213     | 1.430.500        | 28                               | Walesi        |
|        | Indonésia        | Papua (Indonésia)            | 82.681     | 1.035.000        | 13                               | Jaiapura      |
|        | Indonésia        | Papua Meridional (Indonésia) | 117.849    | 522.200          | 4,4                              | Salor         |
|        | Indonésia        | Papua do Sudeste (Indonésia) | 39.123     | 621.904          | 16                               | Sorong        |
|        | Indonésia        | Papua Ocidental (Indonésia)  | 60.275     | 561.403          | 9                                | Manokwari     |
|        | Papua-Nova Guiné | Papua-Nova Guiné             | 462.840    | 9.949.437        | 17,5                             | Porto Moresby |
|        | Ilhas Salomão    | Ilhas Salomão                | 28.450     | 707.851          | 21,1                             | Honiara       |
|        | Vanuatu          | Vanuatu                      | 12.200     | 319.137          | 22,2                             | Porto Vila    |
| Total  | Total            | Total                        | 1.000.231  | 14.373.536       | 14,4                             |               |

## Genética
Foi descoberto que os melanésios possuem uma terceira espécie arcaica de Homo em sua mistura genética, além de seus ancestrais denisovanos (3-4%) e neandertais (2%), juntamente com seus genomas de Homo sapiens sapiens modernos.

A ocorrência frequente de cabelo loiro entre esses povos é devida a uma mutação específica aleatória, diferente da mutação que levou ao cabelo loiro em povos indígenas de regiões do norte do globo. Isso é uma evidência de que o genótipo e o fenótipo para cabelo loiro surgiram pelo menos duas vezes na história humana.